# Џена Пресли
Џена Пресли (енгл. Jenna Presley; Чула Виста, САД, 1. април 1987) је бивша америчка порнографска глумица.

## Каријера
Порно-каријеру је започела 2005. Наступила је у више од 270 порно-филмова. Године 2010. часопис Максим ју је уврстио међу 12 највећих порно звезда. Порно филм је напустила у новембру 2012. године.

## Награде и номинације
| Година | Награда    | Исход      | Категорија                          | Филм                          |
| ------ | ---------- | ---------- | ----------------------------------- | ----------------------------- |
| 2006   | FAME       | номинација | Favorite Rookie Starlet of the Year | /                             |
| 2006   | Nightmoves | награда    | Best New Starlet (Fan Choice)       | /                             |
| 2006   | XRCO       | номинација | Cream Dream                         | /                             |
| 2007   | AVN        | номинација | Best New Starlet                    | /                             |
| 2007   | AVN        | номинација | Best Solo Sex Scene                 | Self Service                  |
| 2008   | AVN        | номинација | Best Group Sex Scene                | Swallow My Squirt 4           |
| 2012   | AVN        | номинација | Best Solo Sex Scene                 | This Ain’t Two and a Half Men |
| 2012   | AVN        | номинација | Best Three-Way Sex Scene            | Party Girls                   |

## Филмографија
- 1 Dick 2 Chicks 4 (2005)
- Barely 18 25 (2005)
- Barely Legal 55 (2005)
- Big Mouthfuls 8 (2005)
- Cum Glazed 4 (2005)
- Cum Swappers 5 (2005)
- Frank Wank POV 6 (2005)
- Hand to Mouth 2 (2005)
- Here Cumz Santa (2005)
- Legal At Last 3 (2005)
- Sack Lunch 1 (2005)
- School Bus Girls 5 (2005)
- She Bangs (2005)
- Squirt-A-Holics 1 (2005)
- Taboo: Foot Frenzy (2005)
- Teenage Sinsations (2005)
- Who's Next In Porn 4 (2005)
- 12 Nasty Girls Masturbating 7 (2006)
- 13 Cum Hungry Cocksuckers 3 (2006)
- 2 on 1 24 (2006)
- 2 Young To Fall In Love 2 (2006)
- 2wice As Nice (2006)
- 50 To 1 4 (2006)
- Badass School Girls 1 (2006)
- Barely Legal Corrupted 7 (2006)
- Blazed and Confused 1 (2006)
- Blow Me Sandwich 9 (2006)
- Blown Away 2: I Can't Wait to Suck Your Cock (2006)
- Britney Rears 3: Britney Gets Shafted (2006)
- Countdown to Orgasm (2006)
- Cream My Crack 3 (2006)
- Cum Buckets 5 (2006)
- Deeper 1 (2006)
- Duality (2006)
- Eric Hunter's Hunted 2 (2006)
- Erotica XXX 12 (2006)
- Eye Candy: Camp Fuck-a-lot (2006)
- Face Invaders 1 (2006)
- Filthy (2006)
- Flower's Squirt Shower 3 (2006)
- Frosted Faces 2 (2006)
- Fuck Dolls 6 (2006)
- Gag Factor 20 (2006)
- Girlvana 2 (2006)
- Goo 4 Two 3 (2006)
- I Lost My Cock In Hillary Scott (2006)
- I'm Only Squirteen (2006)
- Incumming 9 (2006)
- Indecent Radio (2006)
- Just Over Eighteen 15 (2006)
- Lacie's Life (2006)
- Lady of the Evening (2006)
- Legal At Last 4 (2006)
- Lesbian Training 2 (2006)
- Lewd Conduct 27 (2006)
- Lick It Up 3 (2006)
- Lip Lock My Cock 1 (2006)
- Little Titties Tight Holes 2 (2006)
- Lord of the Squirt 3 (2006)
- Meat Puppets (2006)
- Meet The Fuckers 4 (2006)
- My Girlfriend Squirts 2 (2006)
- New Releases 4 (2006)
- Oral Antics 4 (2006)
- Oral Consumption 8 (2006)
- Perfect Slave: Dungeon of Cum (2006)
- Pussy Party 18 (2006)
- Service Animals 23 (2006)
- Shake It 1 (2006)
- Squirt for Me POV 6 (2006)
- Squirts So Good 2 (2006)
- Stop or I'll Squirt 3 (2006)
- Swallow My Pride 9 (2006)
- Swallow My Squirt 3 (2006)
- Swallow My Squirt 4 (2006)
- Sweet and Petite 2 (2006)
- Taboo 8 (2006)
- Teen Fuck Holes 5 (2006)
- Teenage Peach Fuzz 2 (2006)
- Teens Gone Wild 1 (2006)
- Teens In Tight Jeans 1 (2006)
- Teens O' Poppin' (2006)
- That 70s Ho (2006)
- Trusting Girls Trussed and Gagged (2006)
- Vicious Girls Gone Anal (2006)
- Wet Room (2006)
- Young and Stuffed (2006)
- Young Fucking Bitches 1 (2006)
- Young Squirts 1 (2006)
- 3 Blowin Me 1 (2007)
- All American Girls (2007)
- Be My Bitch 3 (2007)
- Bikini Teenies (2007)
- Blowjob Princess 2 (2007)
- Boss' Daughter (2007)
- College Wild Parties 10 (2007)
- Corrupted by Justine Joli (2007)
- Elite 2 (2007)
- Flirt N Squirt 1 (2007)
- Girls of Amateur Pages 14 (2007)
- Girls Will Be Girls 1 (2007)
- Interactive Sex with Jenna Haze (2007)
- Jesse Loves Pain (2007)
- Keep 'Em Cummin' 1 (2007)
- Killer Desire (2007)
- Licensed to Blow 3 (2007)
- MILF Chronicles 1 (2007)
- Mind Blowers 7 (2007)
- My Freshman Year (2007)
- My Space 1 (2007)
- Naughty College School Girls 41 (2007)
- No Boys No Toys 1 (2007)
- Pleasure Seekers (2007)
- POV Casting Couch 12 (2007)
- Quiet (2007)
- Real Squirters 1 (2007)
- Service with a Smile (2007)
- Shameless (2007)
- Slutty Squirters 1 (2007)
- Squirt Facials (2007)
- Squirt Hunter 5 (2007)
- Squirt in My Face (2007)
- Squirt Machines (2007)
- Storm Squirters 2 (2007)
- Swallow My Squirt 5 (2007)
- Sweet Young Things 1 (2007)
- Teen Hitchhikers 16 (2007)
- Teenstravaganza 2 (2007)
- Totally Fucked 1 (2007)
- 10 Dirty Talkin' Masturbators 2 (2008)
- All About Me 1 (2008)
- Hey Boys I'm Legal 4 (2008)
- Naughty and Uncensored (2008)
- Nurse Monique (2008)
- POV Blowjobs 1 (2008)
- Pure 18 4 (II) (2008)
- Sexual Freak 8: Audrey Bitoni (2008)
- She's Cumming 1 (2008)
- Simple Fucks 3 (2008)
- Sindee Jennings is Supersquirt (2008)
- Splash Zone 2 (2008)
- Sweet Spot (2008)
- Team Squirt 5 (2008)
- Teen MILF 4 (2008)
- Teenage Perverts 2 (2008)
- Young Wet Horny 5 (2008)
- A Rare Case Of Girlstuckoncock (2009)
- All Ditz and Jumbo Tits 9 (2009)
- Asseaters Unanimous 20 (2009)
- Best Queens Of Squirt (2009)
- Big Breasted Nurses 2 (2009)
- Big Tit Fixation 1 (2009)
- Big Tits at School 6 (2009)
- Blow Bang 1 (2009)
- Blown Away 2 (2009)
- Bust Lust 1 (2009)
- Busty Beauties: The A List 1 (2009)
- Busty Housewives 2 (2009)
- Couples Camp 1 (2009)
- Cumstains 10 (2009)
- Curvy Girls 4 (2009)
- Cyber Sluts 9 (2009)
- Doctor Adventures.com 5 (2009)
- Double D's and Derrieres 4 (2009)
- Drill Baby Drill (2009)
- Fuck Team 5 7 (2009)
- Full Streams Ahead 2 (2009)
- Glamour Girls 1 (2009)
- Great Big Tits 7 (2009)
- I Do It For The Money 1 (2009)
- In the Army Now (2009)
- Intense Climax (2009)
- Internal Cumbustion 15 (2009)
- Internal Damnation 3 (2009)
- Is He There? (2009)
- Just Tease 1 (2009)
- King Dong 1 (2009)
- Masturbation Nation 5 (2009)
- Never Say Never (2009)
- Oil Spills 1 (2009)
- Perverted POV 11 (2009)
- Rack It Up 3 (2009)
- Secret Diary of a Secretary (2009)
- Self Service 1 (2009)
- Smokin' Hot Spinners 1 (2009)
- Squirt Shots (2009)
- Sticky Sweet 2 (2009)
- Suck It (ll) (2009)
- Taste of Stoya (2009)
- Tease Before The Please 4 (2009)
- Watermelons 1 (2009)
- Wet Juicy Juggs 2 (2009)
- Baby Got Boobs 4 (2010)
- Babysitter Diaries 1 (2010)
- Bang Bus 31 (2010)
- Big Dick Gloryholes 6 (2010)
- Big Tit Cream Pie 9 (2010)
- Big Tits at Work 10 (2010)
- Big Tits Boss 15 (2010)
- Busty Nurses 2 (2010)
- Busty Ones (2010)
- I Love Big Toys 25 (2010)
- I Love Big Toys 26 (2010)
- Intimate Touch 3 (2010)
- Masturbation Nation 6 (2010)
- Monster Tits 4 (2010)
- My Ideal World (2010)
- Oil Overload 4 (2010)
- Peter North's POV 26 (2010)
- Pound the Round POV 7 (2010)
- Rear View 1 (2010)
- Self Service Sex 1 (2010)
- Slut Puppies 4 (2010)
- Teen Gasms (2010)
- This Ain't Two and a Half Men (2010)
- Vampire Sex Diaries (2010)
- Wicked Games (2010)
- Attack of the MILFs 10 (2011)
- Battle Of The Asses 3 (2011)
- Big Breast Nurses 7 (2011)
- Big Tit Fanatic (2011)
- Bra Busters 2 (2011)
- Charlie's Hookers (2011)
- Divorcee 2: This Ain't the People's Court (2011)
- Dynamic Booty 6 (2011)
- Girlfriend for Hire (2011)
- Huge Boobs (2011)
- Humper To Bumpher 2 (2011)
- I Have a Wife 14 (2011)
- I Screwed the Pizza Guy 4 (2011)
- Lex The Impaler 6 (2011)
- Live Gonzo 2 (2011)
- Mandingo: Hide Your Wives (2011)
- My Wife's Hot Friend 10 (2011)
- Nacho Invades America 1 (2011)
- Nooners (2011)
- North Pole 89 (2011)
- Not Charlie Sheem's House of Whores XXX Parody (2011)
- Party Girls (2011)
- POV Junkie 4 (2011)
- Raunchy (2011)
- Supergirl XXX: An Extreme Comixxx Parody (2011)
- Sybian Scam (2011)
- Taboo: Treat Me Like A Whore (2011)
- This Ain't American Chopper XXX (2011)
- Titty Attack 1 (2011)
- Unbridled: Free From All Restraint (2011)
- What the Fuck: Big Tits Bitches and Ass (2011)
- Alektra Blue Is Cumming On Demand (2012)
- Amazing Asses 5 (2012)
- Are You a Boob Man (2012)
- Avengers XXX: A Porn Parody (2012)
- Big Booty Shakedown 2 (2012)
- Big Tits in Uniform 6 (2012)
- Big Titty Time (2012)
- Blowjob Winner 14 (2012)
- Brazzers Presents: The Parodies 2 (2012)
- Breast Worship 4 (2012)
- Brother Load 3 (2012)
- Busty Cops (2012)
- Cal Vista Collection 2 (2012)
- Fuck a Fan 17 (2012)
- Fuck Buddies (2012)
- Gringas And Latinas (2012)
- I Need To Be Alone (2012)
- It's a Girl Thing 2 (2012)
- Just Tease 3 (2012)
- Lisa Ann: Can't Say No (2012)
- Magical Feet 17 (2012)
- Molly's Life 14 (2012)
- Parodies 2 (2012)
- Spartacus MMXII: The Beginning (2012)
- Squirtamania 28 (2012)
- Superman vs. Spider-Man XXX: An Axel Braun Parody (2012)
- Thor XXX: An Extreme Comixxx Parody (2012)
- Real Wife Stories 15 (2013)
- She's Gonna Squirt (2013)
- Size Matters 2 (2013)